# Ryszard Sowiński
Ryszard Sowiński (ur. 1968) – polski prawnik, doktor habilitowany nauk prawnych, specjalista w zakresie prawa finansowego oraz w dziedzinie zarządzania kancelariami prawnymi, profesor Uniwersytetu WSB Merito w Poznaniu (do 2 kwietnia 2023 roku: Wyższej Szkoły Bankowej w Poznaniu). Od 2021 rektor Uniwersytetu WSB Merito w Poznaniu.

## Życiorys
Absolwent Wydziału Prawa i Administracji Uniwersytetu im. Adama Mickiewicza w Poznaniu (1993).
Stopień doktora nauk prawnych uzyskał w 2000 roku na podstawie rozprawy pt. Przejęcia przedsiębiorstw w polskim prawie podatkowym. Habilitację uzyskał w 2010 roku na podstawie oceny dorobku naukowego i rozprawy Uchylanie się od opodatkowania – przyczyny, skutki oraz sposoby zapobiegania zjawisku.
Był pracownikiem Wydziału Prawa i Administracji Uniwersytetu im. Adama Mickiewicza w Poznaniu. Jest profesorem Wyższej Szkoły Bankowej w Poznaniu (Wydział Finansów i Bankowości; Instytut Prawa i Administracji), a także wykładowcą Uniwersytetu Ekonomicznego w Poznaniu. Członek rady nadzorczej AUXILIA S.A.
Jest autorem pierwszego w Polsce bloga o zarządzaniu kancelariami prawnymi i marketingu usług prawniczych.
Od 1 września 2021 roku pełni funkcję Rektora Uniwersytetu WSB Merito w Poznaniu.